# Dág, Komárom-Esztergom
Dág  este un sat în districtul Esztergom, județul Komárom-Esztergom, Ungaria, având o populație de 943 de locuitori (2011). 

## Demografie
Componența etnică a satului Dág
     Maghiari (72,6%)
     Germani (25,65%)
     Slovaci (1,22%)
     Necunoscut (0,26%)
     Romi (0,26%)
     Alții (0,26%)
Componența confesională a satului Dág
     Romano-catolici (60,76%)
     Fără religie (10,18%)
     Reformați (4,24%)
     Necunoscută (24,81%)
     Alte religii (0,53%)
Conform recensământului din 2011, satul Dág avea 943 de locuitori. Din punct de vedere etnic, majoritatea locuitorilor (72,6%) erau maghiari, existând și minorități de germani (25,65%) și slovaci (1,22%). Apartenența etnică nu este cunoscută în cazul a 0,26% din locuitori.  Din punct de vedere confesional, majoritatea locuitorilor (60,76%) erau romano-catolici, existând și minorități de persoane fără religie (10,18%) și reformați (4,24%). Pentru 24,81% din locuitori nu este cunoscută apartenența confesională.